# 西格羅夫海灘 (佛羅里達州)
西格羅夫海灘（英語：Seagrove Beach）是位於美國佛羅里達州沃爾頓縣的一個非建制地區。該地的面積和人口皆未知。

## 地理
西格羅夫海灘的座標為30°19′07″N 86°07′49″W / 30.31861°N 86.13028°W，而該地的平均海拔高度為10米（即33英尺）。